# Marasi
Marasi – wieś w Chorwacji, w żupanii istryjskiej, w gminie Vrsar. W 2011 roku liczyła 66 mieszkańców.